# جام بین قاره‌ای فیبا
جام بین‌قاره‌ای فیبا (انگلیسی: FIBA Intercontinental Cup)، که قبلاً با عناوین جام جهانی فیبا برای باشگاه‌های قهرمان و جام جهانی باشگاه‌ها فیبا شناخته می‌شد، یک رقابت بین‌المللی سالانه بسکتبال مردان است که توسط فیبا سازماندهی می‌شود. این مسابقات با حضور قهرمانان باشگاهی پنج کنفدراسیون قاره‌ای فیبا به همراه یک نماینده از لیگ جی ان‌بی‌ای برگزار می‌گردد.